# Folletto (aspirapolvere)
Folletto  è il marchio italiano di apparecchi per la pulizia, in particolare aspirapolvere, prodotti dall'azienda tedesca Vorwerk di Wuppertal. All'estero il marchio è Kobold.

## Gamma di prodotti, vendite e mercati
Con il marchio Folletto, Vorwerk offre quattro tipi di apparecchi per la pulizia utilizzati principalmente in ambito domestico:
- aspirapolvere con filo[1]
- aspirapolvere senza filo[2]
- aspirapolvere robot[3]
- mini aspirapolvere o aspirapolvere portatili[4] e aspirapolvere per finestre.[5]

Per decenni, Vorwerk ha offerto i prodotti Kobold (Folletto) esclusivamente attraverso la vendita diretta. Dal 2011 esistono anche negozi online dedicati, per accessori e consumabili e centri autorizzati per ‘assistenza. Kobold è rappresentata in alcuni Paesi europei e asiatici con proprie società nazionali; in altri Paesi, i partner contrattuali, i cosiddetti distributori, sono responsabili delle vendite. L'Italia è considerata il mercato più importante qui infatti Vorwerk vende il maggior numero di apparecchi. Nel 2023 un apparecchio su due è stato venduto nel mercato italiano.

## Storia
La diffusione delle stazioni radio e dei ricevitori radiofonici negli anni Venti portò a un crollo delle vendite di grammofoni, che interessò anche Vorwerk come produttore di motori per grammofoni. L'ingegnere capo della Vorwerk trasformò il motore del grammofono in un aspirapolvere elettrico a mano, il Kobold. L'apparecchio fu ridotto all'essenziale: motore, sacchetto per la polvere e manico. Il brevetto per il Kobold “Modello 30” fu concesso il 25 maggio 1930.
Inizialmente le vendite rimasero insoddisfacenti, poiché il prezzo relativamente basso dell'apparecchio non motivava particolarmente i rivenditori a spiegare l'uso del nuovo apparecchio, che richiedeva una dimostrazione. Fu solo l'introduzione della vendita diretta a domicilio a garantire una svolta sul mercato tedesco. Dal 1930 al 1935 furono venduti 100.000 apparecchi Kobold e nel 1937 la cifra era salita a mezzo milione. Negli anni '30, Vorwerk aggiunse accessori al Kobold, ad esempio dispositivi per asciugare i capelli o per la strigliatura dei cavalli.
Già prima dell'inizio della Seconda guerra mondiale, il 9 aprile 1938, Vorwerk fondò la sua prima filiale in Italia.
Nel dopoguerra la gamma di accessori fu ampiamente ampliata. A partire dagli anni Cinquanta, Vorwerk creò filiali, agenzie e uffici commerciali all'estero, ad esempio negli Stati Uniti d'America, in America meridionale e in Giappone. E sempre nel 1953 fu superata la soglia del milione di apparecchi Kobold prodotti.  Nel 1953, al Kobold vennero dati anche i colori verde e bianco tipici delle abitazioni tedesche della zona. Nel 1973 venne raggiunta la soglia dei 10 milioni, nel 1989 quella dei 50 milioni.
Nel 1982, la fabbrica italiana Vorwerk ha progettato e prodotto il lavapavimenti Folletto FB33, considerato un capolavoro di design e tecnologia e prodotto interamente in Italia. Il progetto è di Gianni Arduini, Gianfranco Salvemini e Lorenzo Bonfanti. Due anni dopo, nel 1984, l'FB33 fu premiato con il Compasso d'Oro per il suo design d'avanguardia e fa tuttora parte della collezione di Compasso d'Oro esposta al Museo del Design ADI di Milano.
Nel 2011 Vorwerk lanciò il Robot aspirapolvere Kobold, tre anni dopo il lavavetri, e nel 2018 l'aspirapolvere senza fili VB100.
Vorwerk era lo sponsor di maglia delle squadre di calcio Parma Calcio 1913 e ACF Fiorentina. Le due squadre indossavano maglie con il logo Folletto.

## Galleria d'immagini

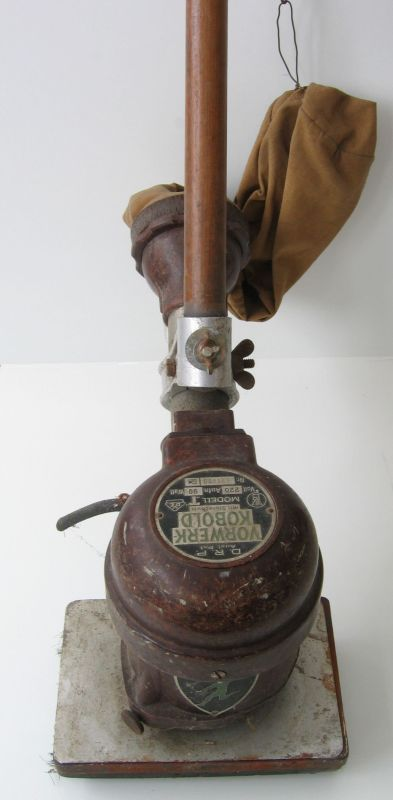
Modello del 1935
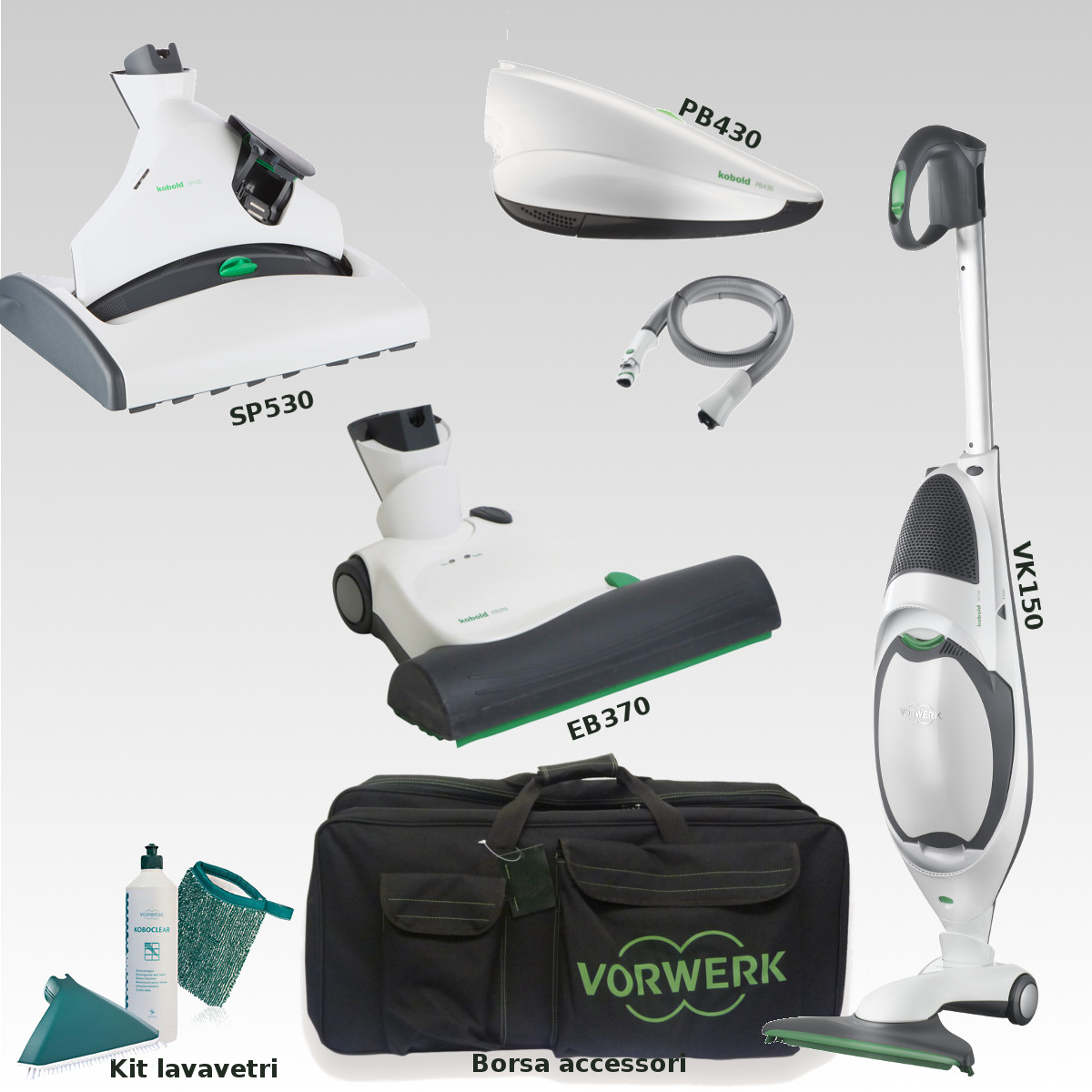
Sistema Folletto VK150
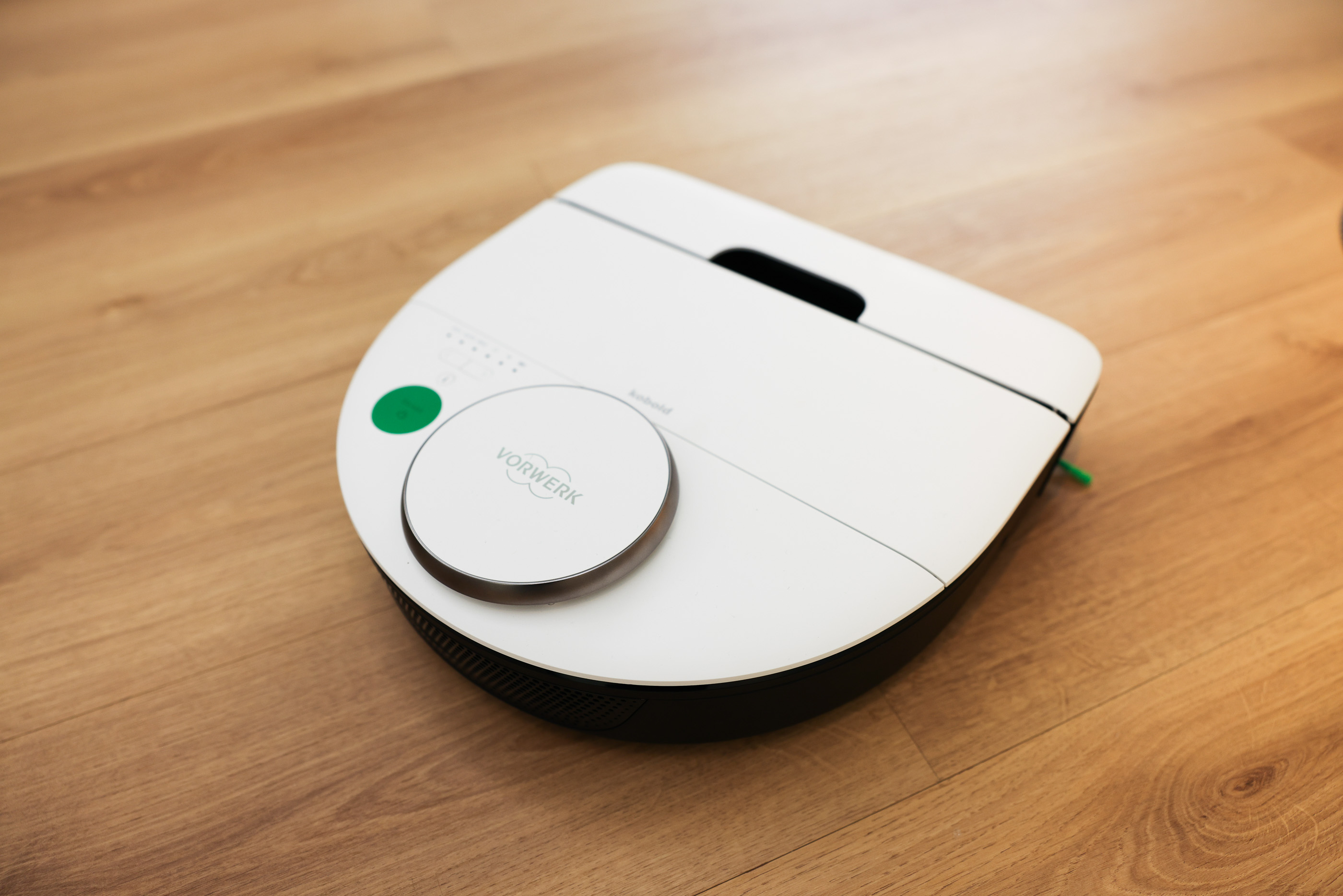
Robot aspirapolvere (modello 2023)